# Бенберин, Василий Митрофанович
Василий Митрофанович Бенберин (9 мая 1918, с. Богословка, Сандыктовская волость, Кокчетавский уезд, Омская область, Степное генерал-губернаторство, Российская империя — 23 января 2005, Алма-Ата, Казахстан) — младший лейтенант Рабоче-крестьянской Красной Армии, участник Польского похода РККА, советско-финской и Великой Отечественной войн, Герой Советского Союза (1945).

## Биография
Родился 9 мая 1918 года в селе Богословка, Сандыктовская волость, Кокчетавский уезд, Омская область, Степное генерал-губернаторство, Российская империя (ныне — Сандыктауский район Акмолинской области Казахстана) в крестьянской семье.
После окончания средней школы и школы фабрично-заводского ученичества при автобазе Кокчетавского пункта «Загозерно» работал водителем.
Осенью 1938 году был призван на службу в Рабоче-крестьянскую Красную Армию. Служил сначала в кавалерии в г. Новгород Волынский. К осени 1939 года участвовал в освобождении Западной Украины и Западной Белоруссии. Зимой 1939-40 годов воевал в Финляндии. После финской компании служил на Дальнем Востоке в г. Ворошилов.
В ноябре 1941 года 239-ю стрелковую дивизию под командованием полковника С. С. Мартиросяна срочно перебросили под Москву. Участвовал в боях под Москвой. Прорывал блокаду Ленинграда. В феврале 1944 года Бенберин окончил Орловское танковое училище, после чего — был направлен в 1-ю Гвардейскую танковую Краснознамённую армию. В том же году вступил в ВКП(б). К январю 1945 года гвардии лейтенант Василий Бенберин был командиром танка и танкового взвода 44-й гвардейской танковой бригады 11-го гвардейского танкового корпуса 1-й гвардейской танковой армии 1-го Белорусского фронта. Отличился во время освобождения Польши.
Находясь в составе передового отряда, танк Бенберина сумел пробиться к реке Пилица, уничтожить охранение противника у подходов к реке, после чего выйти к южному берегу реки. Действуя в составе роты гвардии старшего лейтенанта Александра Орликова Бенберин одним из первых вброд форсировал реку к северу от города Нове-Място и, захватив плацдарм, удерживал его до подхода основных сил бригады. Во время боёв около города Ловеч взвод гвардии старшего лейтенант Константина Никонова, в котором состоял и Бенберин, с группой стрелков и отделением сапёров подобрался к мосту через реку Бзура, разделявшую Ловеч на две части. После этого танковые силы прорвались в город. Танк Бенберина был послан Никоновым с заданием захватить железнодорожную станцию, что было с успехом выполнено экипажем.
Указом Президиума Верховного Совета СССР от 27 февраля 1945 года за «мужество, отвагу и героизм, проявленные в борьбе с немецко-фашистскими захватчиками» гвардии младший лейтенант Василий Бенберин был удостоен высокого звания Героя Советского Союза с вручением ордена Ленина и медали «Золотая Звезда» за номером 6696.
В 1945 году Бенберин был уволен в запас.
Жил в городе Алма-Ата. Умер 23 января 2005 года, похоронен на Аллее Героев на Центральном кладбище Алматы.
Был также награждён орденом Отечественной войны 1-й степени, а также рядом медалей.
Мемориальная доска памяти Василия Бенберина установлена на фасаде дома в Алматы, где он прожил последние 20 лет
В конце 2016 г. одна из улиц микрорайона г. Алматы названа (переименована) в честь Василия Бенберина.